# 18531 Стракониці
18531 Стракониці (18531 Strakonice) — астероїд головного поясу, відкритий 4 грудня 1996 року.
Тіссеранів параметр щодо Юпітера — 3,613.
Названо на честь Страконіце (чеськ. Strakonice [ˈstrakoɲɪtsɛ]; нім. Strakonitz; рідше українізована назва міста Стракониці) — міста на південному заході Чехії.